# Gran Corredor
El Gran Corredor (chino: 长 廊 ; pinyin: Cháng Láng ) es un largo pasillo cubierto en el Palacio de Verano en Pekín, China, de 728 m de longitud, con una muy rica decoración de más de 14.000 pinturas, declarado Patrimonio de la Humanidad por la Unesco.

## Historia
El Gran Corredor fue construido por primera vez en 1750, cuando el emperador Qianlong encargó el trabajo de convertir la zona en un jardín imperial. El pasillo fue construido de manera que la madre del emperador pudiese disfrutar de un paseo por los jardines protegida de los elementos. Al igual que la mayor parte del Palacio de Verano, el Gran Corredor  fue severamente dañado por el fuego por las fuerzas aliadas anglo-francesas  en 1860 durante la segunda guerra del Opio. Fue reconstruido en 1886. El Gran Corredor se incluyó en la  lista del Patrimonio de la Humanidad de la Unesco en diciembre de 1998, formando parte del Palacio de Verano.

## Organización

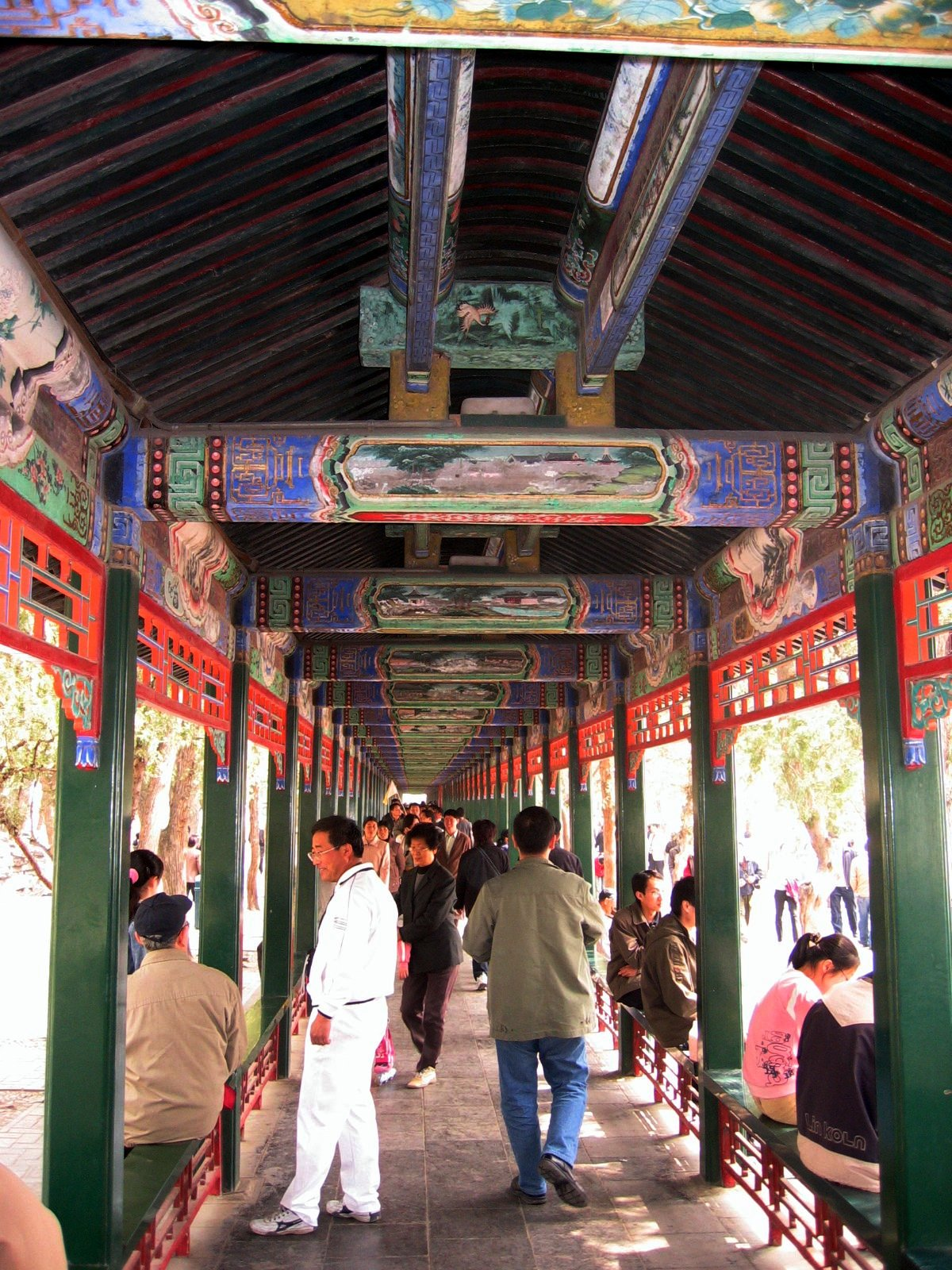
Visitantes en el Gran Corredor.

El Gran Corredor transcurre desde la Puerta del saludo a la Luna (Yao Yue Men) en el este hacia el oeste a lo largo de la orilla norte del lago Kunming. A lo largo de toda su longitud, está en la zona  entre la orilla del lago y los pies de la Colina de la Longevidad. El Barco de Mármol, un curioso pabellón sobre el lago, se encuentra cerca del extremo occidental del corredor. La sección central del Gran Corredor pasa por una curva hacia el sur alrededor del complejo central en el lado del lago de la Colina de la Longevidad. El salón principal de este complejo es el Salón de la Disipación de la Nube  (Pai Yun Dian), donde la emperatriz viuda Cixi utilizaba para celebrar su cumpleaños. El pasillo largo atraviesa la Puerta de la Disipación de la Nube (Pai Yun Men) que marca el centro del pasillo. La Puerta es de relevancia por sí misma y esta cubierta de pinturas.
La longitud total de este largo corredor es de 728 metros, con vigas bajo el techo que lo dividen en 273 secciones. A lo largo de su curso, hay cuatro pabellones octogonales con aleros dobles, dos a cada lado de la Puerta de la Disipación de la Nube. Los pabellones simbolizan las cuatro estaciones (primavera, verano, otoño, invierno) y se llaman (de este a oeste): Liu Jia (chino: 留 佳 ; pinyin: Liú Jia , "reteniendo lo bueno"), Ji Lan (chino: 寄 澜 ; pinyin: Jì Lán , "vivir con las ondas"), Qiu Shui (chino: 秋 水 ; pinyin: Qiu Shuǐ , "agua de otoño") y Qing Yao (chino: 清 遥 ; pinyin: de Qīng Yao , "claro y lejano"). 
De esta manera, cuando se recorre todo el corredor, se puede considerar que se ha recorrido figurativamente todo un año.
A medio camino entre los dos pabellones a ambos lados de la Puerta de la Disipación de la Nube, se pueden llegar a pabellones en la orilla del lago  a través de corta extensión hacia el sur del Gran Corredor: el Pabellón del Barco mirando a la Gaviota (Ou Dui fang)  en el este y el Pabellón del Pez y de las Algas (Zhao Yu Xuan) en el oeste. En el oeste hay también una extensión hacia el norte enfrente del Pabellón del Pez y de las Algas, que conduce a una torre mirador octogonal de tres pisos.

## Obras artísticas
El pasillo está ricamente decorado con pinturas en las vigas y el techo. En total hay más de 14.000 pinturas, que representan episodios de la literatura clásica china, cuentos populares,  personajes tanto históricos como legendarios y famosos edificios y paisajes, así como  flores, pájaros, peces e insectos chinos. 
En cada uno de los cuatro pabellones en sus recodos, hay dos cuadros principales en las dos puertas en los lados este y oeste. Los temas de estos cuadros se describen a continuación (de este a oeste):

### Historia de la tierra de la flor de melocotón

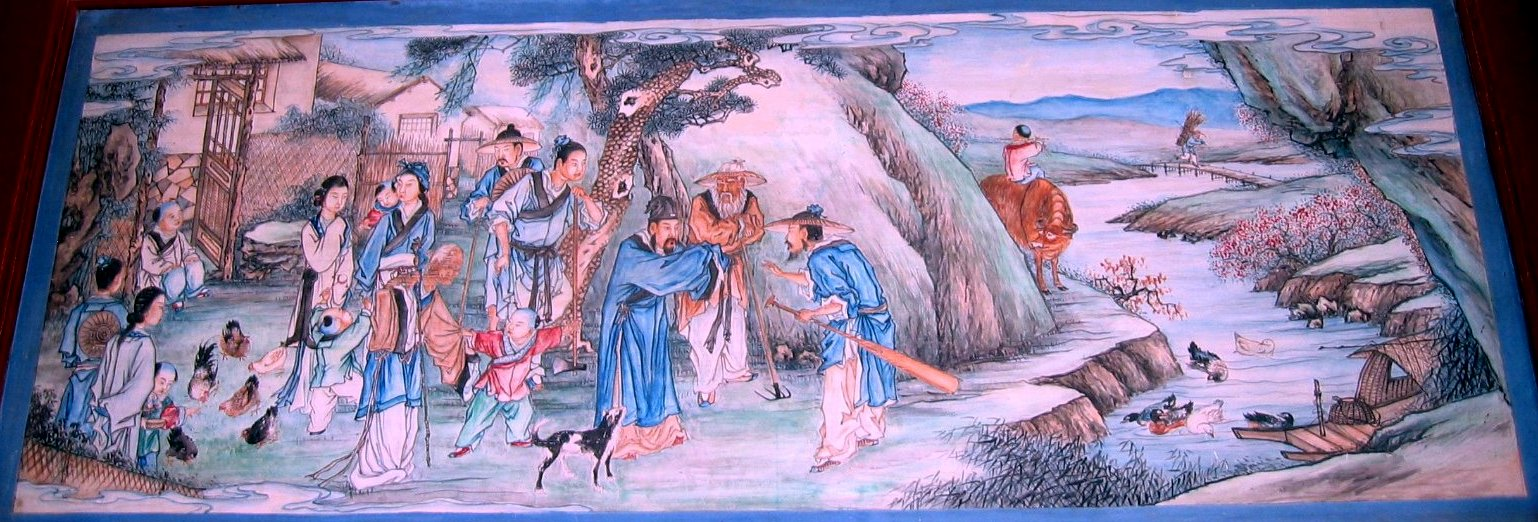
Historia de la Tierra de la flor de melocotón

La "historia de la tierra de la flor de melocotón" (chino: 桃花源记; pinyin: Taohuayuan Ji) sucede durante el reinado del emperador Wu de la dinastía Jin del Este. Cuenta la historia de un pescador que descubre un valle escondido (Shi Tao Yuan Wai) situado al otro lado de una cueva estrecha. Los habitantes del valle eran los descendientes de refugiados de guerra de la época de la dinastía Qin. Habían vivido en esta utopía despreocupados por el curso posterior de la historia en paz y armonía. El pescador regresó a su casa para contar la historia, pero el idílico valle nunca se ha podido  encontrar otra vez.

### Lucha de Sun Wukong con Nezha
Esta pintura representa un episodio de la novela clásica china "Viaje al Oeste". En el episodio, el Rey Mono Sun Wukong  lucha contra el dios niño Nezha, enviado por el Emperador de Jade para capturar a Sun Wukong. En la lucha, tanto Nezha como Sun Wukong se transforman en dioses con tres cabezas y seis brazos. En la pintura, Nezha se representa en una rueda de fuego, que se asocia comúnmente con él como su modo de transporte.

### Principales personajes de Viaje al Oeste
Esta pintura muestra a los cuatro héroes de esta novela, de izquierda a derecha: Sun Wukong, Tang Sanzang, Zhu Bajie y Bonzo Sha.

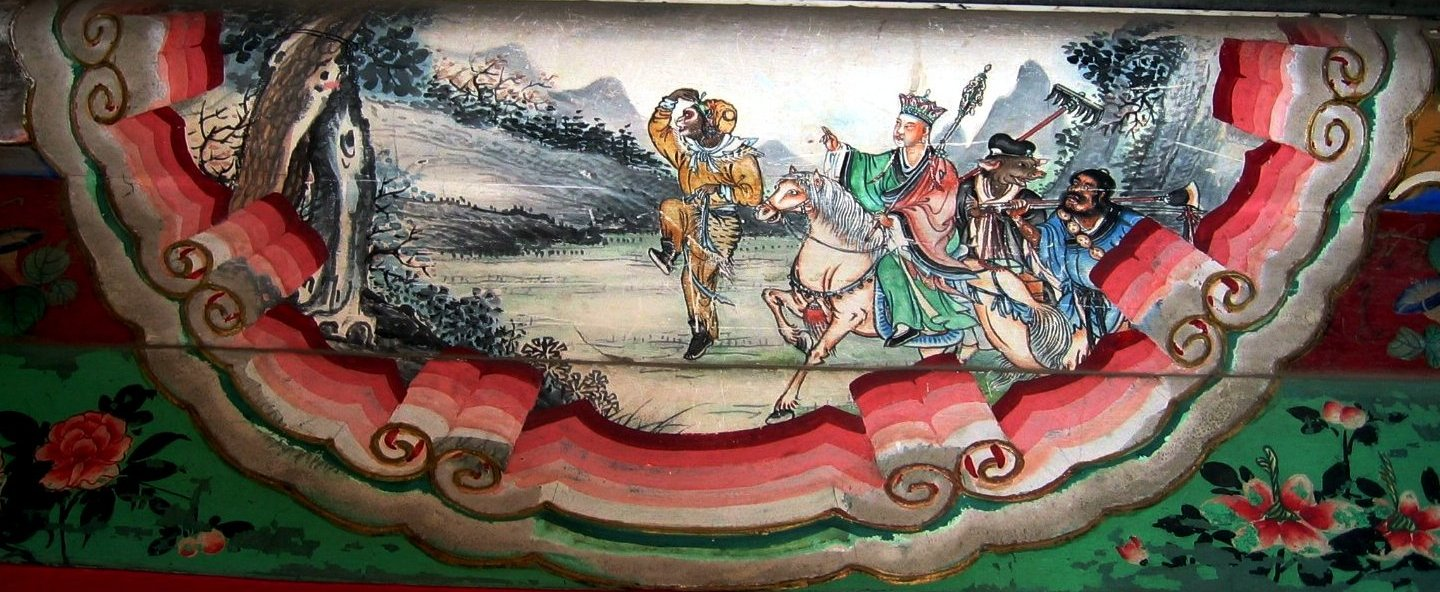
Los cuatro personajes de Viaje al Oeste

Pintura en uno de los dinteles o vigas.

### Lucha de Zhang Fei con Ma Chao

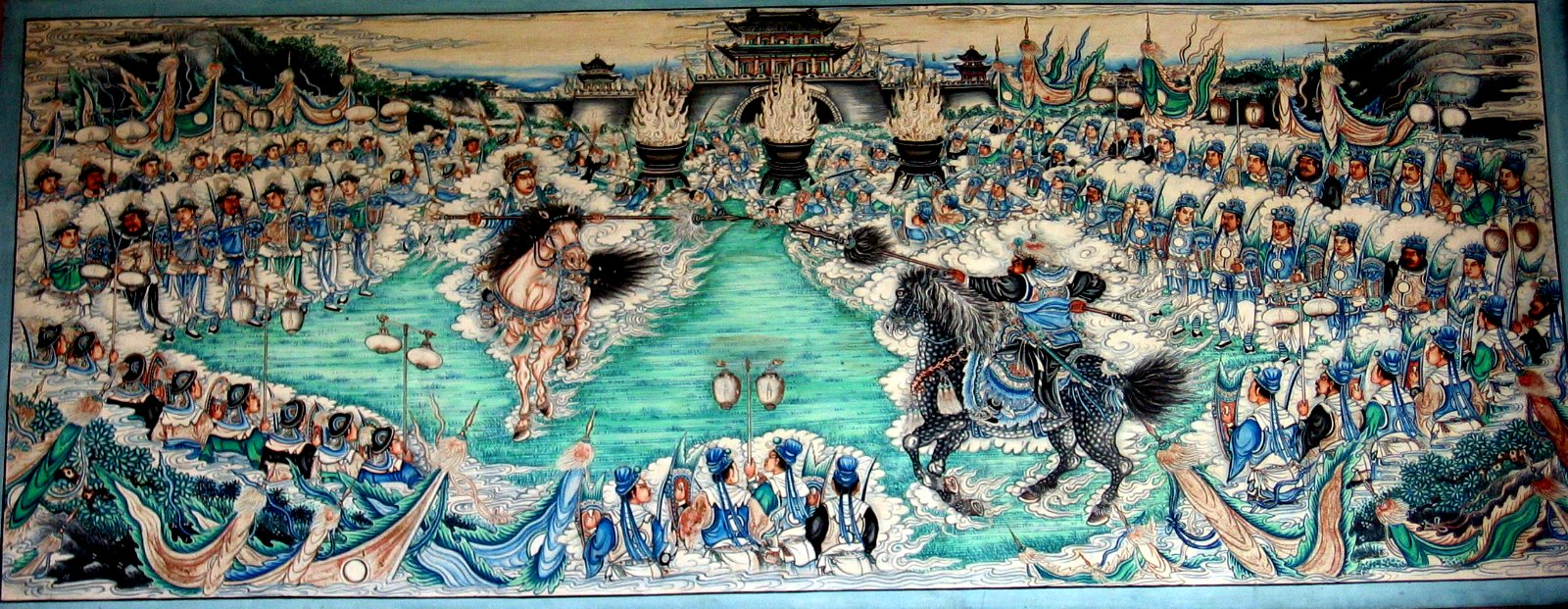
Lucha de Zhang Fei con Ma Chao

El tema de esta pintura es una feroz batalla entre dos de los futuros Cinco Tigres Generales del reino de Shu, Zhang Fei y Ma Chao en la batalla del Paso Jiameng. La historia está tomada de la novela histórica del siglo XIV Romance de los Tres Reinos, una de las Cuatro novelas clásicas de la literatura china.

### Batalla del Condado Zhuxian

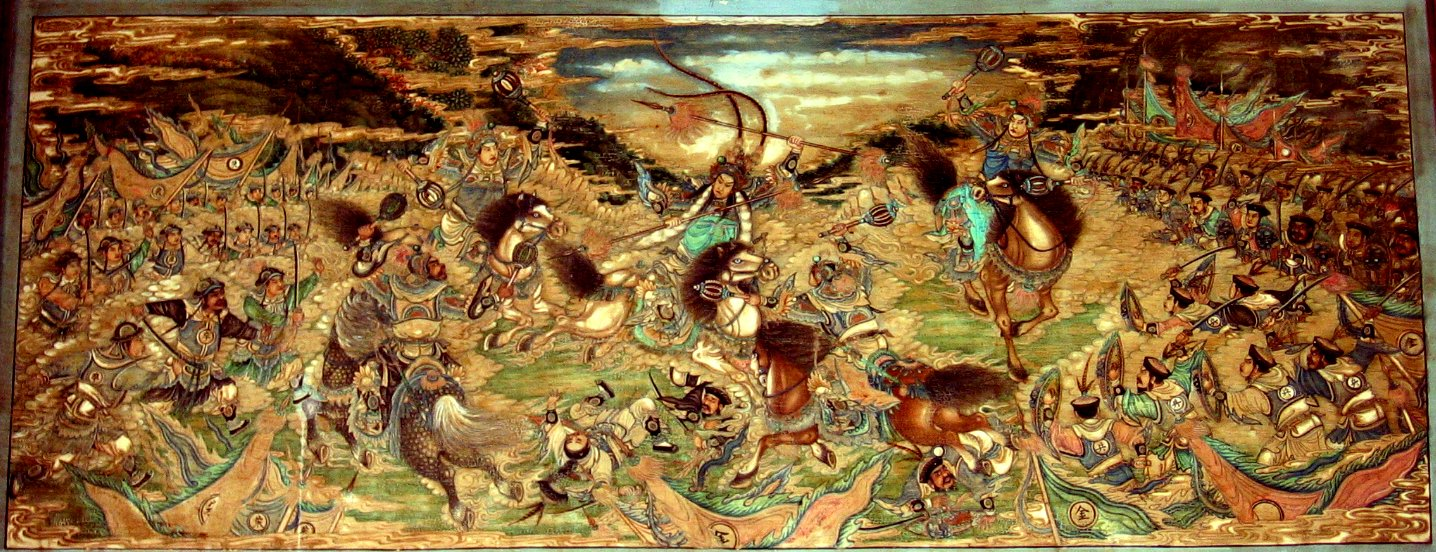
Batalla del Condado Zhuxian

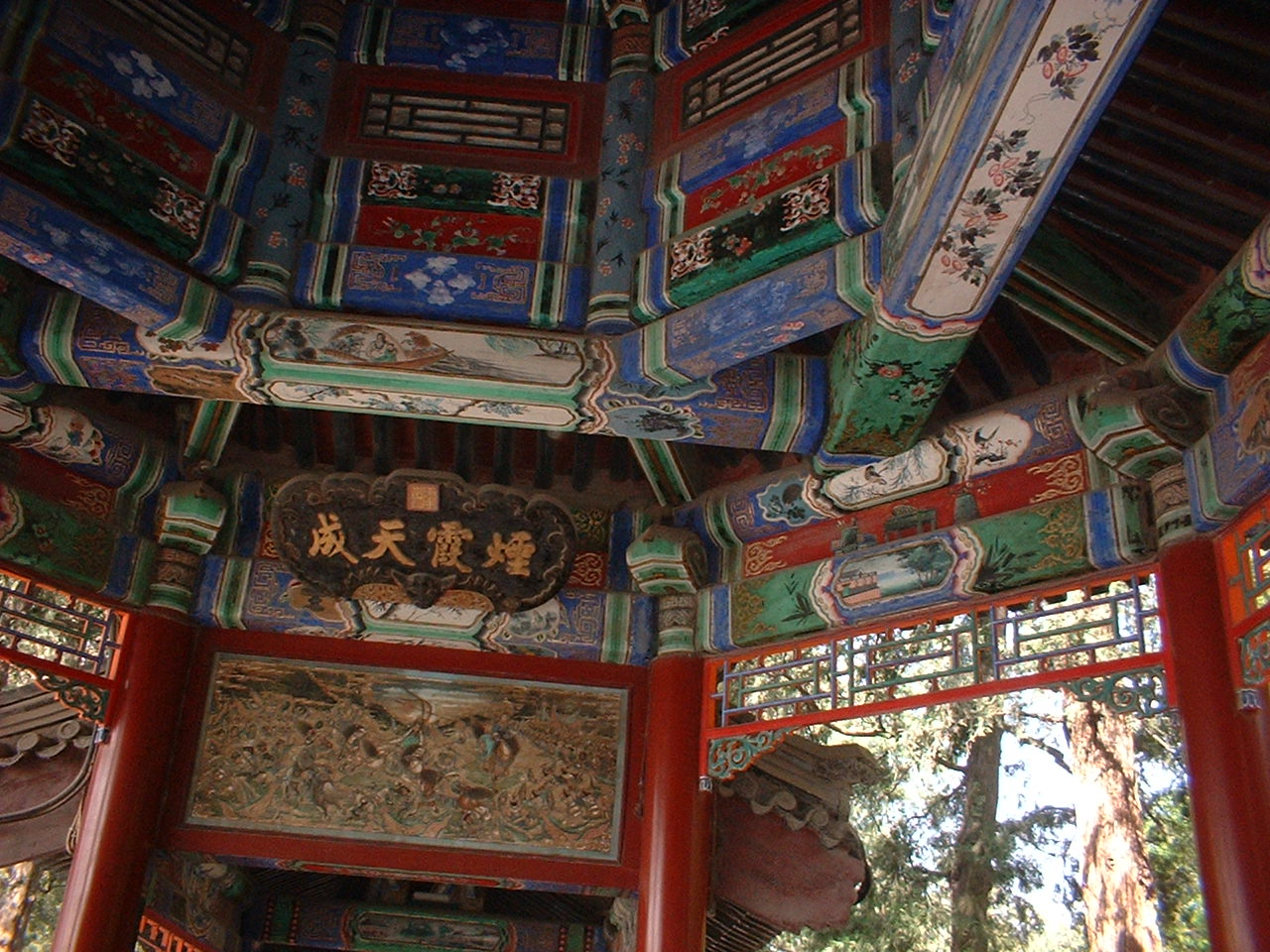
Vista general de la posición de la pintura sobre la Batalla del Condado Zhuxian

Esta pintura muestra escenas de una batalla decisiva en la guerra entre la dinastía Jin y la dinastía Song. Yue Fei, un general de la dinastía Song, se distinguió en la lucha contra una invasión del ejército Jin. En la batalla del Condado Zhuxian, el ejército Song estuvo a punto de perder, pero el coraje de un total de ocho generales sirvió para convertir una  casi derrota en una victoria decisiva.

### Yue Fei derrotando a Liang Gui con una lanza
Al igual que en la batalla del Condado Zhuxian, el tema de esta pintura es una historia sobre el héroe Yue Fei de la dinastía Song. Muestra a Yue Fei  en plena  pelea con Liang Gui, hijo de una familia acomodada, que quería sobornarle a través de un examen militar. En la pintura, Yue Fei mata a Liang Gui clavándole una lanza en el corazón, mientras que éste cae del caballo.

### La madre de Yue Fei le tatúa en la espalda "sirve al país lealmente"
La madre de Yue Fei le tatúa en la espalda "sirve al país lealmente"  (jin zhong bao guo)

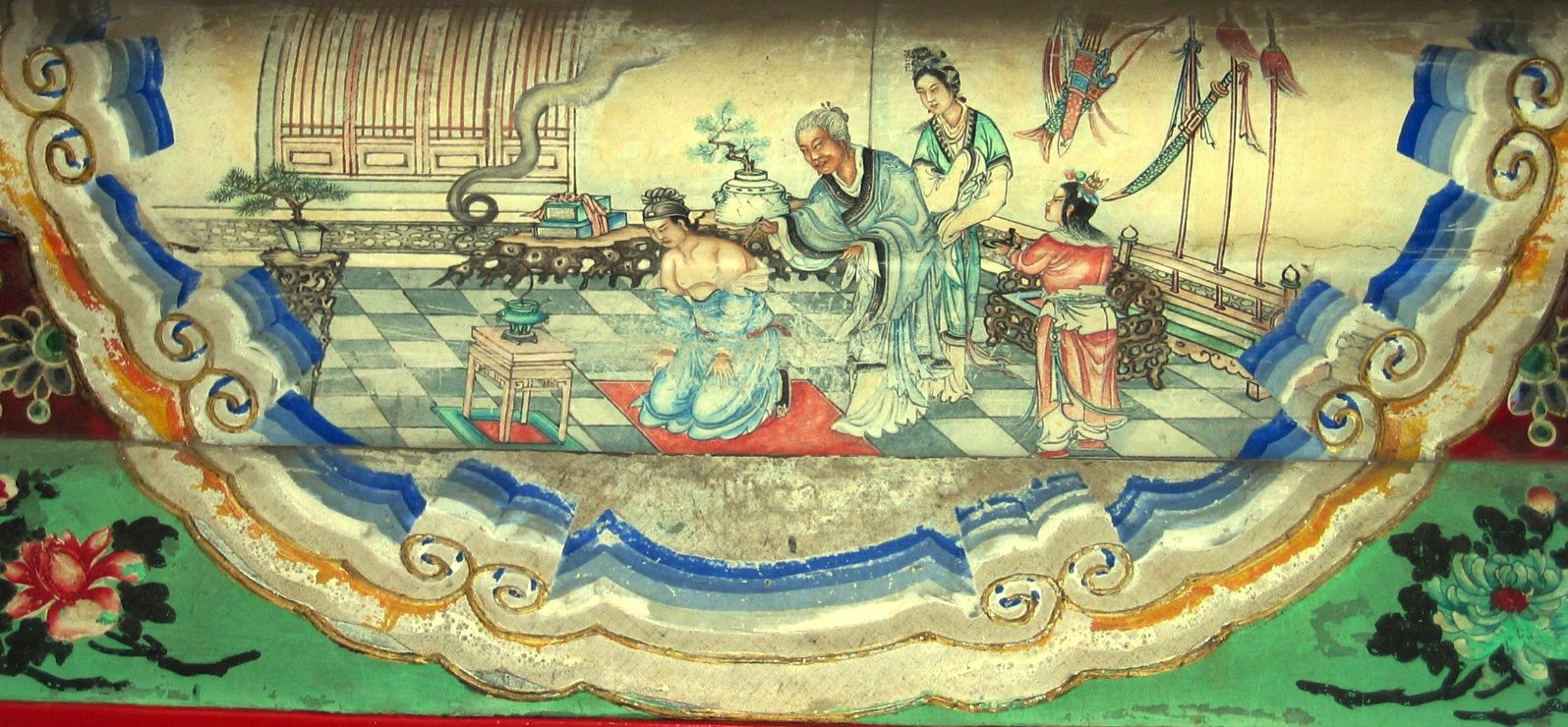
La madre de Yue Fei le tatúa en la espalda "sirve al país lealmente"

Pintura en uno de los dinteles o vigas.

### Los siete sabios del bosque de bambú

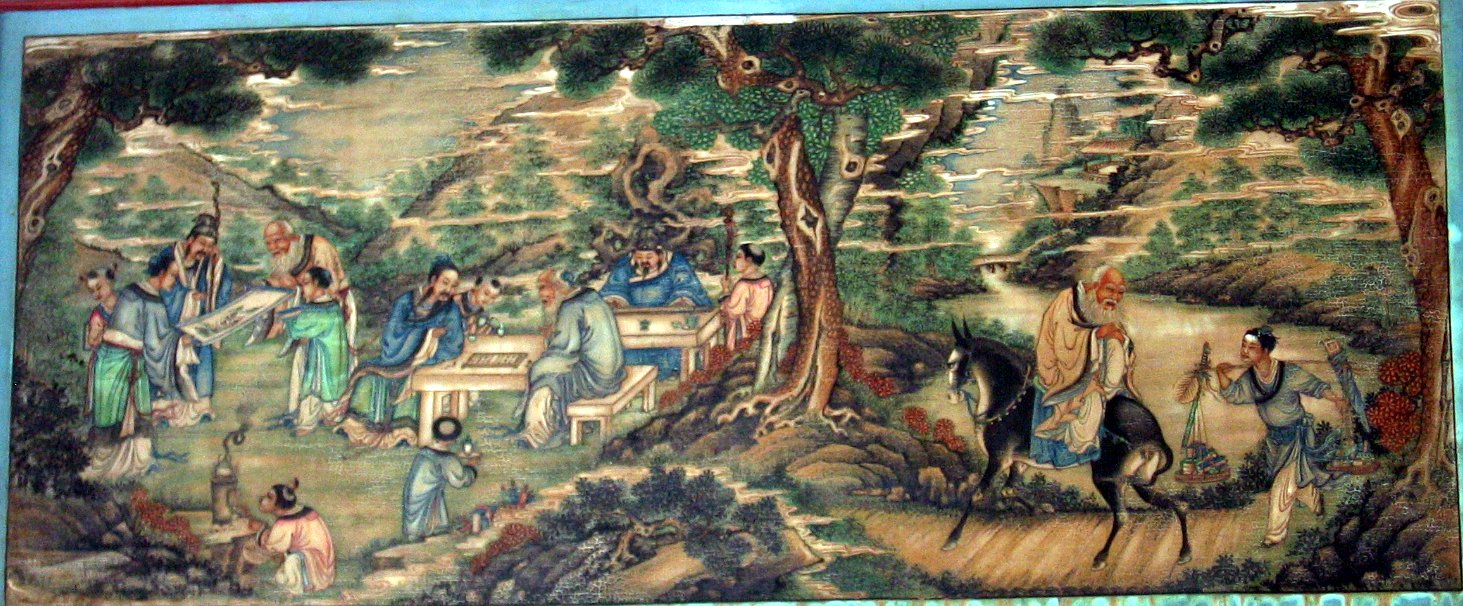
Los siete sabios del bosque de bambú

Esta pintura se encuentra en el lado occidental del Pabellón Qiu Shui. Muestra siete literatos apasionados del siglo III, conocidos como los siete sabios del bosque de bambú. Estos estudiosos, Ruan Ji, Xi Kang, Ruan Xian, Shan Tao, Xiang Xiu, Wang Rong y Liu Ling, tenían opiniones políticas progresistas, pero no pudieron hacer realidad sus ambiciones. Como reacción, se negaron a buscar la fama y la riqueza y se dedicaron a entretenerse en un bosque de bambú dedicados a la poesía, la comida, la música y el ajedrez.

### Pelea de Zhao Yun en Changban

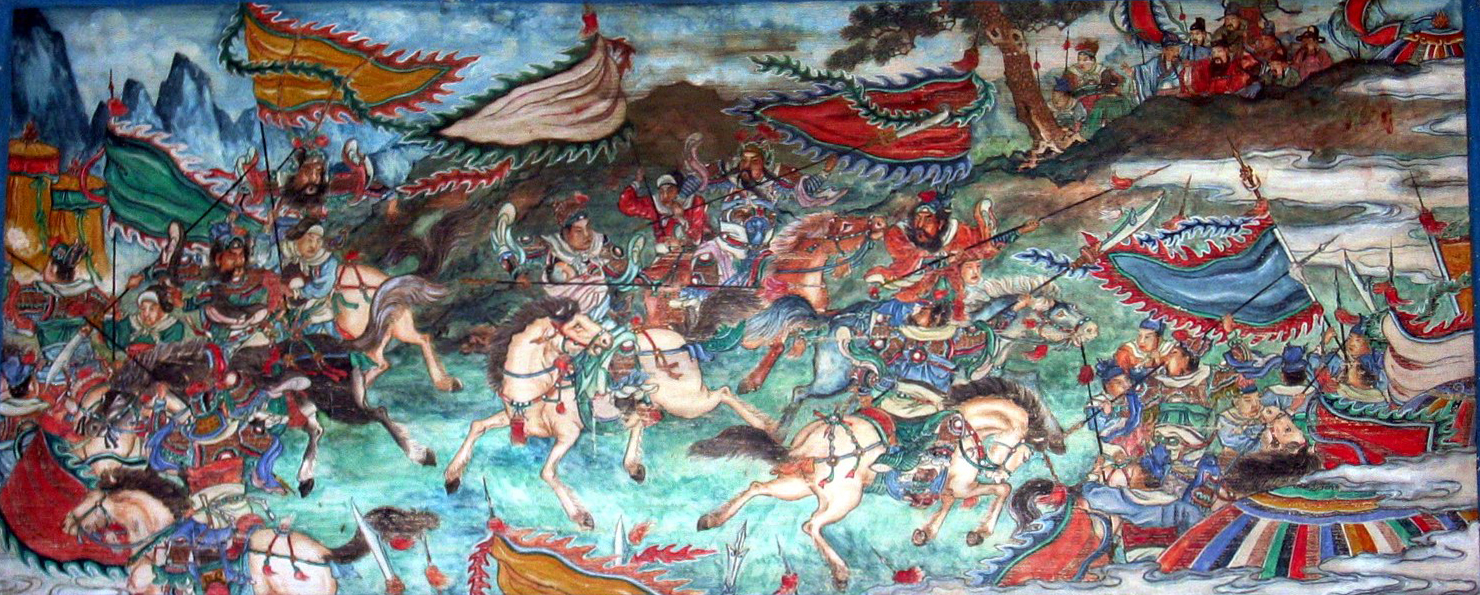
Pelea de Zhao Yun en Changban

Esta pintura muestra otra escena de la batalla de El Romance de los Tres Reinos. En la Batalla de Changban, el general Zhao Yun se encontraba ampliamente superado en número por el ejército enemigo dirigido por Cao Cao, que había derrocado a los miembros de la realeza de la dinastía Han y fundó el Reino de Wei. Además, Zhao Yun tenía que encontrar a la esposa de Liu Bei, el fundador del Reino de Shu, y al hijo  de ella (Liu Shan). Cuando los encontró, la esposa de Liu Bei se suicidó para no ser una carga para Zhao, quien entonces fue a la batalla para la protección del niño. La pintura muestra a Zhao, vestido de blanco, rodeado de soldados enemigos y sosteniendo al hijo de Liu Bei. Al final, Zhao Yun se las arregló para causar gran daño al enemigo y salvar al niño.

### Pelea de Lü Bu  con Liu Bei, Guan Yu y Zhang Fei
Esta pintura se encuentra en el lado occidental del Pabellón Qing Yao. El tema es la Batalla del paso de Hulao, una vez más una batalla  de la novela "Romance de los Tres Reinos". En un lado de esta batalla estaba Lü Bu, en ese momento leal a su padre adoptivo Dong Zhuo, un tirano que había ganado el control sobre el emperador de la dinastía Han posterior. En el otro lado estaban  "los tres hermanos jurados": Liu Bei, futuro fundador del Reino de Shu, Guan Yu y Zhang Fei, dos de sus principales generales y ambos parte de los Cinco Tigres Generales que aparecen más adelante en la novela. La pintura muestra a Zhang Fei con rostro negro empuñando una lanza, Guan Yu con cara roja y una guan dao y Liu Bei con una espada de doble filo.